# Сальинка
Сальинка — река в Удмуртии, левый приток Кырыкмаса.
Длина реки — 13 км, площадь водосбора 37,2 км². Протекает на юго-востоке республики по территории сельского поселения Ермолаевское Киясовского района. Исток в лесном массиве в 3,5 км к юго-западу от села Ермолаево, течёт на север через деревни Верхняя Малая Салья и Нижняя Малая Салья. Сток зарегулирован. В среднем течении образует рукава. Впадает в Кырыкмас в 26 км от устья по его левому берегу.
Общее численность населения трёх населённых пунктов в бассейне составляет 596 человек (2012 г.).

## Данные водного реестра
По данным государственного водного реестра России относится к Камскому бассейновому округу, водохозяйственный участок реки — Иж от истока и до устья, речной подбассейн реки — бассейны притоков Камы до впадения Белой. Речной бассейн реки — Кама.
Код водного объекта в государственном водном реестре — 10010101212111100027545.